# Bernard Santal

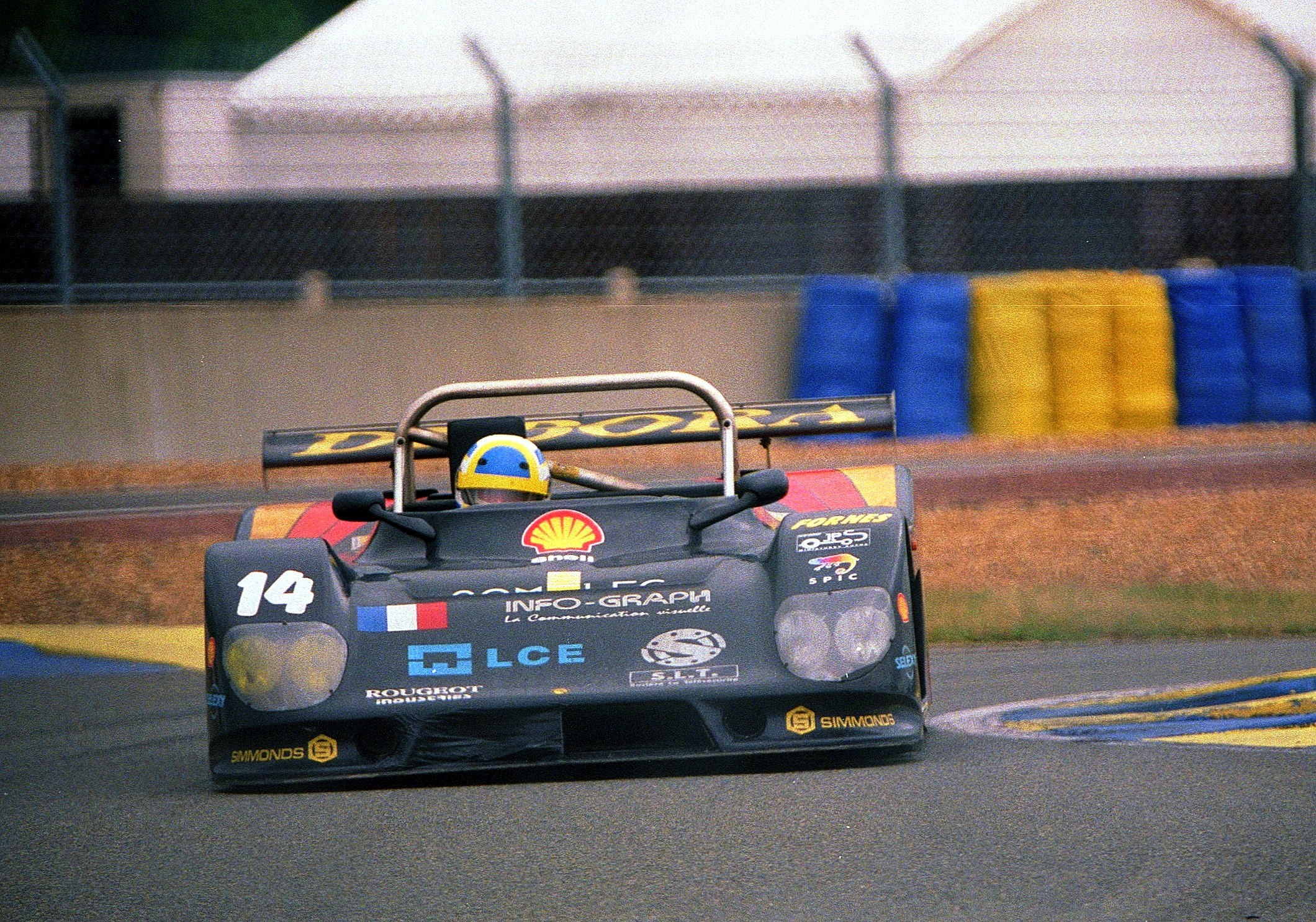
Bernard Santal am Steuer eines Debora LMP295 beim 24-Stunden-Rennen von Le Mans 1995

Bernard Santal (* 17. Februar 1960 in Genf) ist ein ehemaliger Schweizer Autorennfahrer.

## Karriere im Motorsport
Bernard Santal begann seine Karriere Anfang der 1980er-Jahre im Monopostosport. Zwischen 1982 und 1985 fuhr er Rennen in der Formel 3. Engagements hatte er in der Französischen- und Europäischen Formel-3-Meisterschaft. Beste Platzierung im Schlussklassement war der achte Gesamtrang 1982. Nach nur einem Rennen in der Internationalen Formel-3000-Meisterschaft 1986 beendete er seine Monopostoaktivitäten und wechselte in den Touren- und Sportwagensport.
Zweimal, 1993 und 1995, gewann er die LMP2-Klasse beim 24-Stunden-Rennen von Le Mans. Seine letzte Rennsaison als aktiver Fahrer war 2011, als er Gesamtdritter der V de V Challenge Endurance-Serie wurde.

## Statistik

### Le-Mans-Ergebnisse
| Jahr | Team                   | Fahrzeug      | Teamkollege       | Teamkollege     | Platzierung             | Ausfallgrund         |
| ---- | ---------------------- | ------------- | ----------------- | --------------- | ----------------------- | -------------------- |
| 1988 | Noël del Bello Racing  | Sauber C8     | Bernard de Dryver | Noël del Bello  | Ausfall                 | Motorschaden         |
| 1989 | Courage Compétition    | Cougar C22LM  | Patrick Gonin     | Noël del Bello  | Ausfall                 | Elektrik             |
| 1990 | Brun Motorsport        | Porsche 962C  | Harald Huysman    | Massimo Sigala  | Rang 10                 |                      |
| 1991 | Repsol Brun Motorsport | Porsche 962C  | Harald Huysman    | Robbie Stirling | Ausfall                 | Zylinderkopfdichtung |
| 1993 | Welter Racing          | WR LM93       | Patrick Gonin     | Alain Lamouille | Rang 24 und Klassensieg |                      |
| 1994 | Didier Bonnet          | Debora LMP294 | Pascal Dro        | Georges Tessier | Ausfall                 | Unfall               |
| 1995 | Didier Bonnet          | Debora LMP295 | Édouard Sezionale | Patrice Roussel | Rang 20 und Klassensieg |                      |

### Einzelergebnisse in der Sportwagen-Weltmeisterschaft
| Saison | Team                           | Rennwagen   | 1   | 2   | 3   | 4   | 5   | 6   | 7   | 8   | 9   | 10  | 11  |
| ------ | ------------------------------ | ----------- | --- | --- | --- | --- | --- | --- | --- | --- | --- | --- | --- |
| 1988   | Unigestion Team Noël del Bello | Sauber C8   | JER | JAR | MON | SIL | LEM | BRÜ | BRH | NÜR | SPA | FUJ | SAN |
| 1988   | Unigestion Team Noël del Bello | Sauber C8   |     |     |     | DNF | DNF |     | DNF |     |     |     |     |
| 1990   | Brun Motorsport                | Porsche 962 | SUZ | MON | SIL | SPA | DIJ | NÜR | DON | MOT | MEX |     |     |
| 1990   | Brun Motorsport                | Porsche 962 |     |     | 8   | 14  | 16  | 13  | 15  | DNF |     |     |     |
| 1991   | Brun Motorsport                | Porsche 962 | SUZ | MON | SIL | LEM | NÜR | MAG | MEX | AUT |     |     |     |
| 1991   | Brun Motorsport                | Porsche 962 |     |     |     | DNF |     |     |     | DNF |     |     |     |